# Roxann Dawson

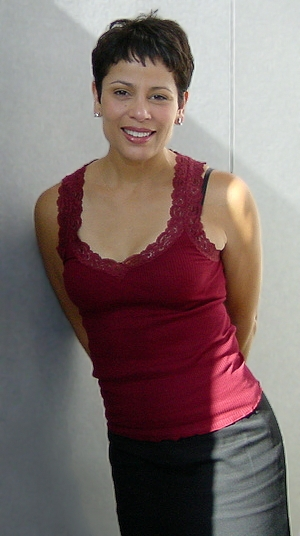
Roxann Dawson.

Roxann Dawson, under några år gift som Roxann Biggs, född Cabalero 11 september 1958 i Los Angeles i Kalifornien, är en amerikansk skådespelare och regissör som började sin karriär som dansare på teaterscenen. Hon är kanske mest känd som B'Elanna Torres i science fiction-serien Star Trek Voyager, som spelades in 1995–2001, men hon har också medverkat i en rad andra TV-serier och långfilmer. I samband med produktionen av Star Trek Voyager började hon även att regissera; främst TV-serier inom science fiction, fantasy och kriminalgenren.

## Biografi
Efter att ha tagit en examen med teater som huvudämne vid University of California i Berkeley fick hon sin första stora teater- och dansroll som Diana Morales i Broadwayproduktionen A Chorus Line, och hon fick även en roll i filmen med samma namn 1985.
Innan hon fick en av huvudrollerna i långköraren Star Trek Voyager (172 avsnitt) medverkade hon i enstaka avsnitt av en rad populära TV-serier, samt i en rad långfilmer, främst sådana gjorda för TV.
Under de senaste åren har hon allt mer inriktat sig på en karriär som regissör av TV-serier och hon har även varit verksam som producent. Hon har bland annat regisserat avsnitt av Star Trek Voyager, Star Trek: Enterprise, Förhäxad, Lost, Jordan, rättsläkare, Cold Case och Heroes. Som producent har Dawson framför allt inriktat sig på serien Jordan, rättsläkare, och till viss del på Cold Case. Hon är dessutom en av manusförfattarna till trilogin Tenbrea.
Roxann Dawson bor i Los Angeles tillsammans med sin make Eric Dawson och deras barn.

## Filmografi
Som skådespelare

- 1964 – Another World (TV-serie) – okänt antal avsnitt
- 1985 – A Chorus Line
- 1988 – Broken Angel – TV-film
- 1989 – Matlock – 2 avsnitt
- 1988 – The Fortunate Pilgrim – TV-film
- 1989 – Änglar i vitt (TV-serie) – 13 avsnitt
- 1990 – Baywatch (TV-serie) – 1 avsnitt
- 1990 – Matlock – 2 avsnitt
- 1991 – Oskyldigt misstänkt
- 1991 – N.Y.P.D. Mounted – TV-film
- 1991 – Rättvisans män (TV-serie) – 1 avsnitt
- 1992 – Rättvisans män (TV-serie) – 2 avsnitt
- 1992 – Midnight's Child – TV-film
- 1992 – Dirty Work – TV-film
- 1992 – The Round Table (TV-serie) – 2 avsnitt
- 1992 – Femte budet – Du skall icke dräpa – TV-film
- 1993 – The Hat Squad (TV-serie) – 1 avsnitt
- 1994 – Pointman – TV-film
- 1994 – De omutbara (TV-serie) – 1 avsnitt
- 1994 – Greyhounds – TV-film
- 1995 – Star Trek: Voyager (TV-serie) - 170 avsnitt
- 1996 – Darkman III: Die Darkman Die – film producerad för video
- 1997 – Foto Novels: Seeing Through Walls – TV-film
- 1998 – The Lost World – TV-film
- 1999 – Any Day Now (TV-serie) – 1 avsnitt
- 2000 – Seven Days (TV-serie) – 1 avsnitt
- 2002 – Star Trek: Enterprise (TV-serie) - 1 avsnitt
- 2003 – Coupling (TV-serie) – 1 avsnitt
- 2003 – The Division (TV-serie) – 1 avsnitt
- 2004 – Jesus the Driver
- 2004 – The Lyon's Den (TV-serie) – 3 avsnitt
- 2004 – Brottskod: Försvunnen (TV-serie) – 1 avsnitt
- 2011 – The Closer (TV-serie) – 1 avsnitt

Som regissör

- 1997 – The Heartbreak Cafe (TV-serie) – okänt antal avsnitt
- 1999 – Star Trek: Voyager (TV-serie) - 2 avsnitt
- 2001 – Star Trek: Enterprise (TV-serie) - 10 avsnitt
- 2002 – Any Day Now (TV-serie) – 1 avsnitt
- 2003 – Förhäxad (TV-serie) – 1 avsnitt
- 2003 – The Division (TV-serie) – 1 avsnitt
- 2004 – Jordan, rättsläkare (TV-serie) – 1 avsnitt
- 2004 – The Division (TV-serie) – 1 avsnitt
- 2005 – Cold Case (TV-serie) – 1 avsnitt
- 2005 – Jordan, rättsläkare (TV-serie) – 2 avsnitt
- 2005 – Medical Investigation (TV-serie) – 1 avsnitt
- 2006 – Cold Case (TV-serie) – 1 avsnitt
- 2006 – Close to Home (TV-serie) – 1 avsnitt
- 2006 – Lost (TV-serie) – 1 avsnitt
- 2006 – The O.C. (TV-serie) – 1 avsnitt
- 2007 – Cold Case (TV-serie) – 1 avsnitt
- 2007 – Heroes (TV-serie) – 2 avsnitt
- 2007 – Jordan, rättsläkare (TV-serie) – 4 avsnitt